# Ради Спока
«Ради Спока» (англ. For the Love of Spock) — американский документальный фильм 2016 года об актёре Леонарде Нимое, созданный студией 455 Films и снятый его сыном Адамом Нимоем, который начал снимать фильм перед смертью своего отца 27 февраля 2015 года.
Документальный фильм посвящен истории персонажа Спока, его влиянию на научную фантастику и популярную культуру, а также бремени славы персонажа, наложенного на личную и семейную жизнь Нимоя, с точки зрения его сына.

## Синопсис
Фильм рассказывает о жизни и карьере актёра Леонарда Нимоя, и его культового персонажа мистера Спока. Он включает в себя интервью с актёрами, съёмочной группой и людьми, связанными со «Звёздным путем», фанатами на конвенциях, а также личные воспоминания.
Как отмечает Оди Хендерсон из RogerEbert.com, «„Ради Спока“ — это больше, чем просто кошачья мята для Трекков. Это также часто болезненное исследование непростых отношений отца и сына, которые существовали между режиссёром Адамом Нимоем и его знаменитым отцом Леонардом».

## Производство
К Дню Благодарения 2014 года Адам Нимой начал работать со своим отцом над документальным фильмом о Споке, приуроченным к 50-летию телесериала «Звёздный путь: Оригинальный сериал». После смерти Леонарда Нимоя 27 февраля 2015 года излияние любви фанатов «Звёздного пути» побудило его расширить рамки фильма, чтобы охватить жизнь и карьеру своего отца, кроме Спока.
Чтобы успеть лицензировать фотографии Спока и киноклипы из телевидения и художественных фильмов, чтобы завершить документальный фильм к 2016 году, Адам Нимой в июне 2015 года запустил кампанию на Kickstarter, стремясь собрать 600 000 долларов США за один месяц, что вызвало интерес во всём мире. К концу кампании 9 439 сторонников пожертвовали 662 640 долларов США, что сделало её самым успешным краудфандингом того периода.
Производство продолжилось с интервью Уильяма Шетнера, Джорджа Такэя, Уолтера Кёнига, Нишель Николс, Криса Пайна, Закари Куинто, Саймона Пегга, Зои Салданы, Джима Парсонса, Джейсона Александера, Нила ДеГрасса Тайсона и Джей Джей Абрамса.
Адам Нимой появился в роли самого себя в «Резонансе Спока», эпизоде девятого сезона ситкома CBS «Теория Большого взрыва», в котором он взял интервью у Шелдона Купера (Джим Парсонс) для документального фильма о своем отце, который озвучил экшн-фигурку Спока в эпизоде «Неисправный телепорт» пятого сезона телесериала.
Было заявлено, что Куинто предоставит повествование для документального фильма, но Адам Нимой обнаружил, что было «так много архивных интервью и голосовых записей», что повествование не требовалось.
Первый трейлер документального фильма был выпущен 13 апреля 2016 года, а театральный трейлер и постер — 20 июля.

## Выпуск
Предварительная версия фильма была показана 16 апреля 2016 года на Tribeca Film Festival. За ним последовала группа, состоящая из Адама Нимоя, Закари Куинто, продюсера Дэвида Дзаппоне, Access Hollywood и критика Скотта Манца, а модератором выступил Гордон Кокс из Variety. Выпуск готового документального фильма ожидался позже в 2016 году.
2 июня 2016 года было объявлено, что всемирные права на документальный фильм были приобретены Gravitas Ventures, и фильм был выпущен театрально в США и на видео по запросу 9 сентября, через день после 50-летия Оригинального сериала.
С этого момента фильм был доступен в iTunes, Vudu, Vimeo, нескольких других телевизионных провайдерах, Netflix и Интернете по запросу (национальном и международном). Он также доступен на DVD и Blu-ray.

## Приём
«Ради Спока» получил всеобщее признание критиков и имеет 100 % рейтинг на Rotten Tomatoes на основе 30 обзоров со средневзвешенным значением 7.34/10. Metacritic сообщает о оценке 74/100 на основе 8 критиков, что указывает на «в целом положительные отзывы».
Лэнс Уланофф из Mashable сказал в своем обзоре, что «Нельзя уместить 83 года в довольно динамичные 100 минут. Как следствие, огромные полосы жизни и карьеры Нимоя упоминаются слишком кратко … Это не уменьшает „Ради Спока“. Вместо этого он удерживает повествование более сосредоточенным на самом Споке и эмоциональной связи Нимоя с его ремеслом и окружающими его людьми». Френк Шек в своем обзоре для The Hollywood Reporter сказал о фильме, «То, что актёр Леонард Нимой прожил богатую и полную жизнь, ярко показано в любовном документальном фильме Адама Нимоя о его отце и его самой известной культовой роли». Сара Левин из Space.com сказала, что «документальный фильм исследует любовь фанатов как дестабилизирующую силу в жизни Адама Нимоя и как мощное заявление об универсальности персонажа. Действительно, кроме Спока и самого Нимоя, фанаты являются третьими главными героеями в фильме».

## Награды
«Ради Спока» получил премию зрительских симпатий как лучший документальный фильм на Fantasia International Film Festival в 2016 году.